# 藤井結夏
藤井 結夏（ふじい ゆな、1997年8月7日 - ）は、日本の女優、声優。
神奈川県出身。2007年より、ヴォーカルに所属。姉は、藤井真世。

## 出演

### 舞台
- ドリーミング（2003年）ポーリー 役
- ALL THAT JAZZ（2004年）リサ 役
- 遊行かぶき「一遍聖絵」（2005年）一遍上人の娘 役
- レ・ミゼラブル（2005年 - 2006年）リトル・コゼット 役
- 音楽劇「お母さん、ありがとう。」（2006年）主演・正子 役
- 紫陽花KABUKi（2007年）
- Cooky Clown（2007年）病気の少女 役
- イマジンミュージカル 赤毛のアン（2007年）ミニーメイ 役
- アルゴミュージカル 花の海 花いろの風 -里山小学校5年1組-（2008年）秋野美穂 役
- KoKoRo〜fromサンタ（2008年）
- ココ・スマイル（2010年）中澤久留美（クウ） 役
- アリスインプロジェクト「ラストホリデイ2015〜終わらない歌〜[1]」（2015年4月29日 - 5月10日、池袋・シアターKASSAI）光組：土屋かりん 役

### テレビアニメ
- 黒の契約者（2007年、MBS）白〈パイ〉 役
- 毎日かあさん（2009年 - 2012年、テレビ東京）鴨原ふみ 役
- マノン（2010年、NHK教育）主演・マノン 役
- メタルファイト ベイブレード 4D（2011年、テレビ東京）サラ 役

### 吹き替え

#### 映画
- ボルト（2009年）ペニー（幼少） 役
- プリンセスと魔法のキス（2010年）ティアナ（幼少） 役

#### 海外ドラマ
- ムーン・パニック（2009年、NHK BShi）セイディ 役

### CM
- 日本民間放送連盟「STOP温暖化」（2009年）地球の声 役